# Pintalia obscuripennis
Pintalia obscuripennis är en insektsart som beskrevs av Stsl 1862. Pintalia obscuripennis ingår i släktet Pintalia och familjen kilstritar. Inga underarter finns listade i Catalogue of Life.